# Stéphane Richelmi

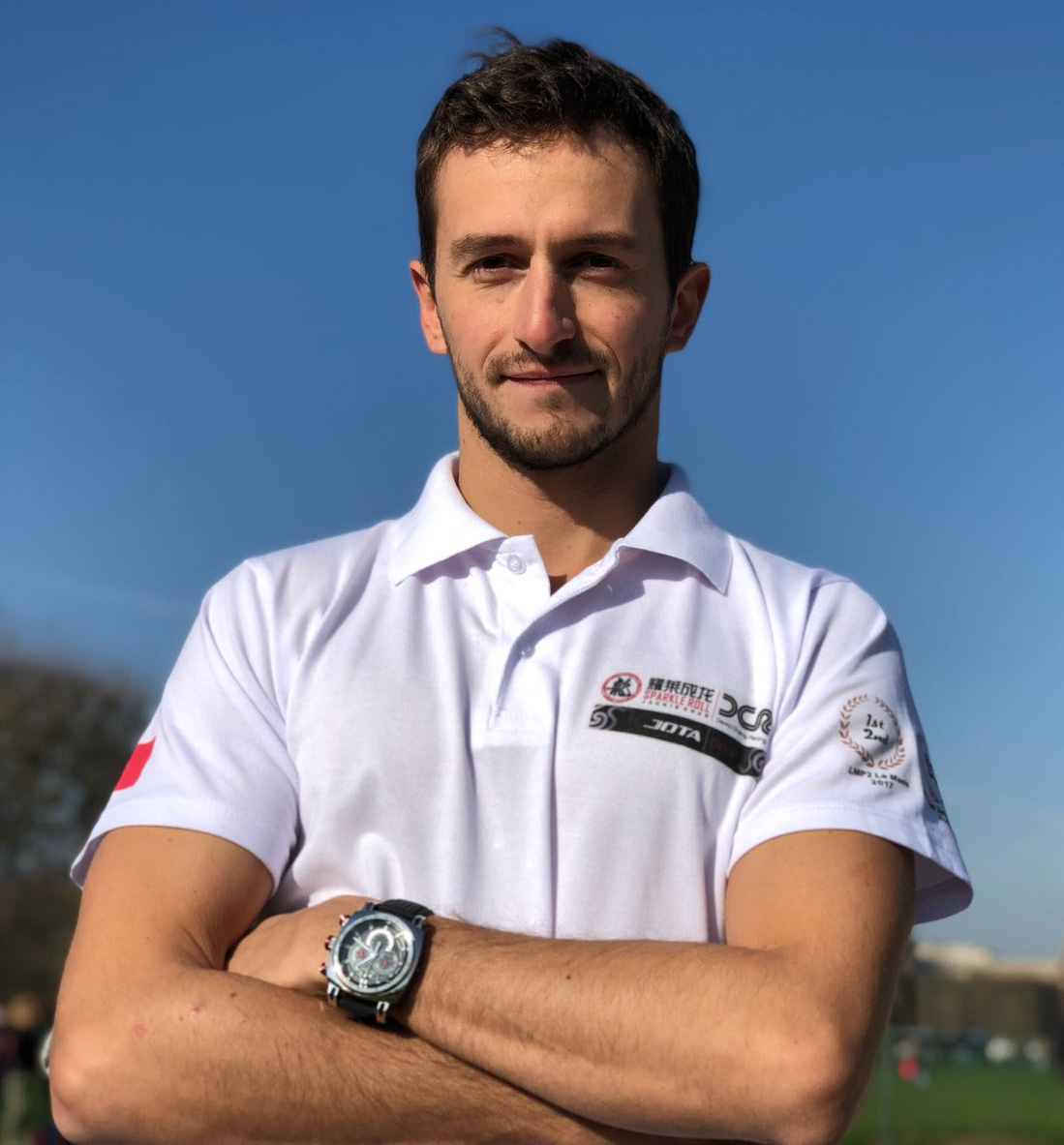
Stéphane Richelmi 2018

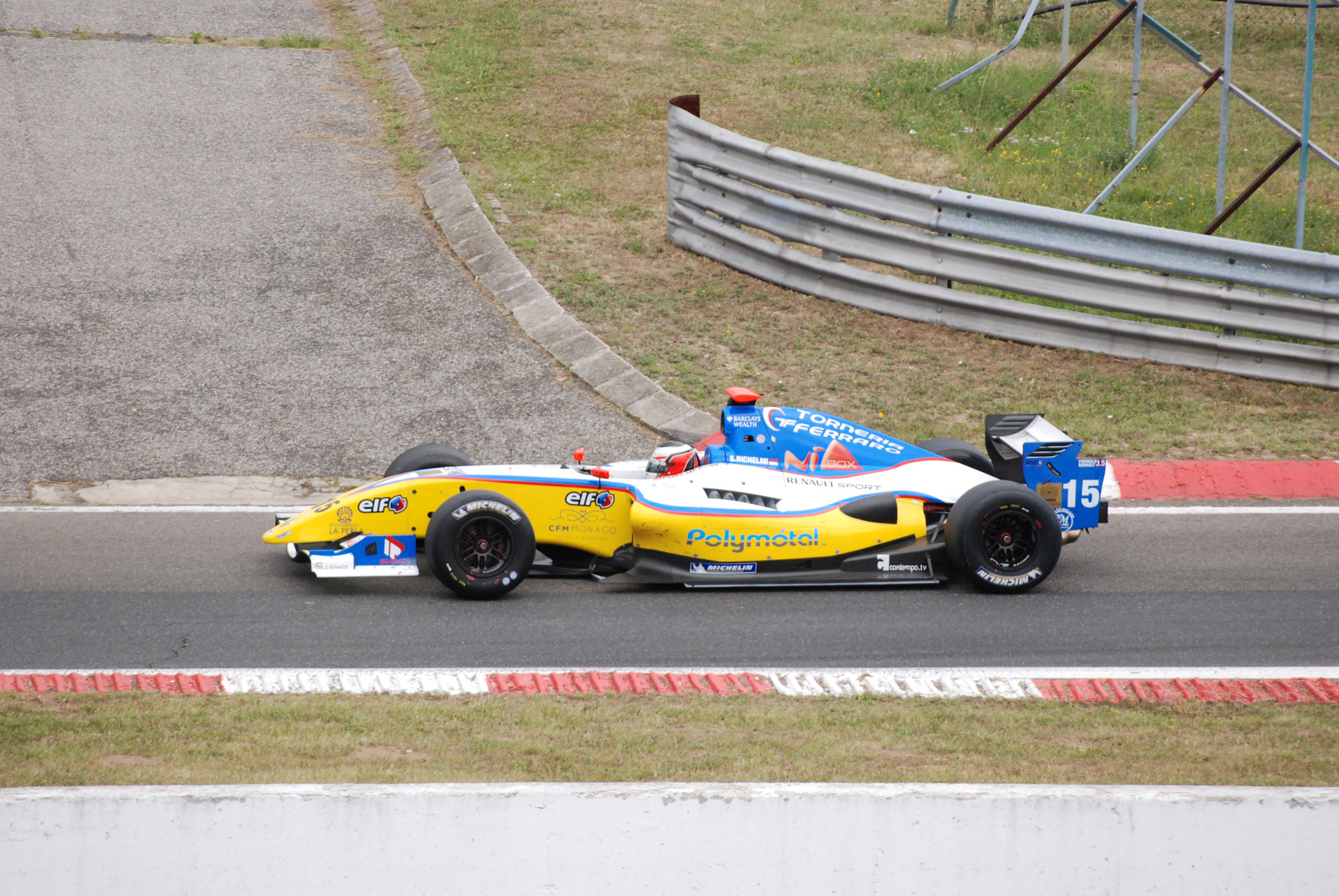
Richelmi beim Rennen der Formel Renault 3.5 auf dem Hungaroring 2011 im Draco-Boliden

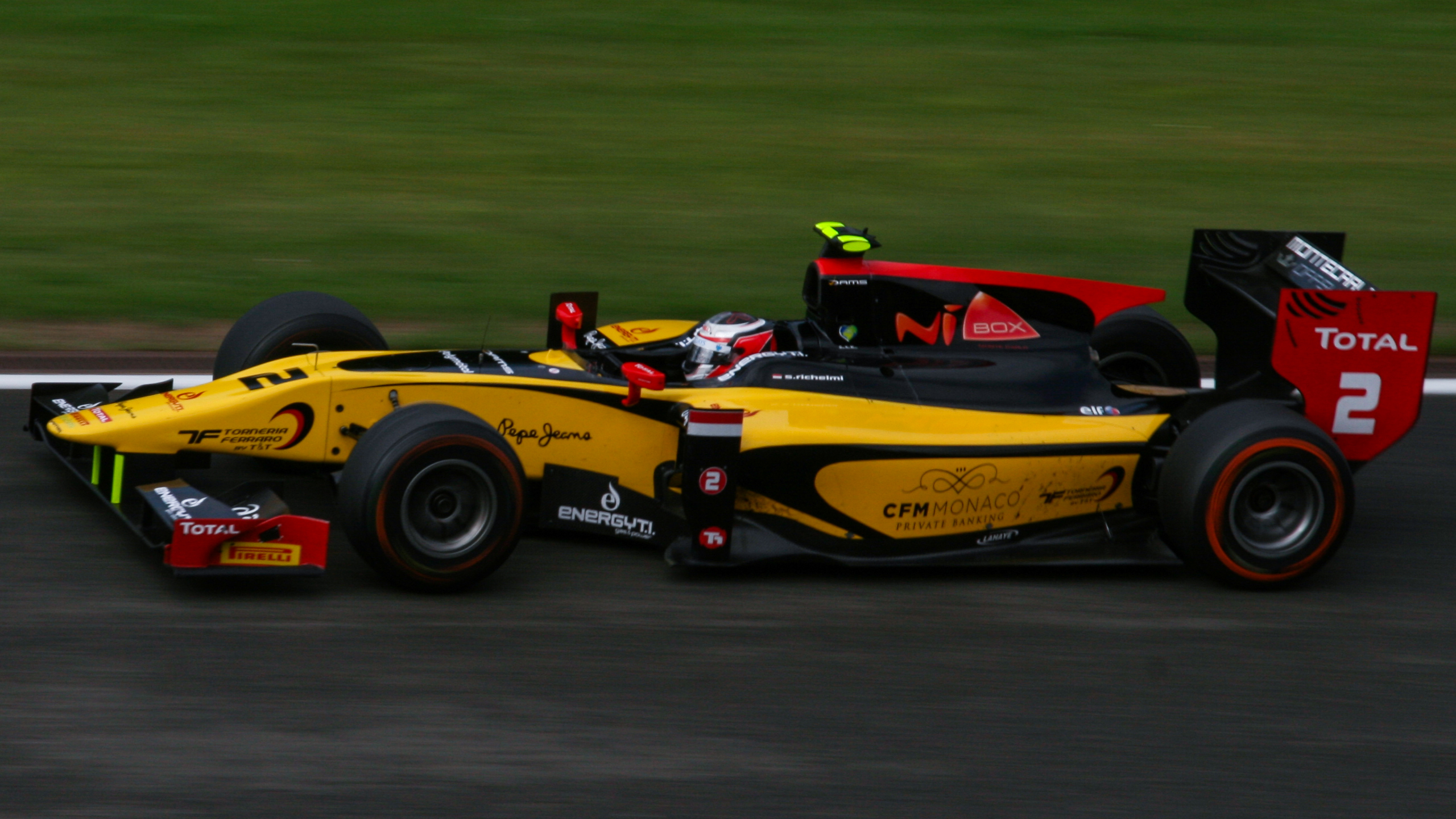
Stéphane Richelmi beim Sprintrennen der GP2-Serie in Spa-Francorchamps 2013

Stéphane Benjamin Richelmi (* 17. März 1990 in Monte Carlo) ist ein monegassischer Automobilrennfahrer. Er trat von 2011 bis 2014 in der GP2-Serie an.

## Karriere
Richelmi begann seine Motorsportkarriere 2001 im Kartsport, in dem er bis 2005 aktiv war. 2006 gab er sein Debüt im Formelsport in der belgischen Formel Renault 1.6 und beendete seine erste Saison auf dem zwölften Gesamtrang. 2007 wechselte er in den Formel Renault 2.0 Eurocup und nahm zusätzlich an zwei Rennen der italienischen Formel Renault teil. Er blieb in beiden Serien ohne Punkte. 2008 trat er zunächst erneut im Formel Renault 2.0 Eurocup an, verließ die Serie jedoch zwei Rennwochenenden vor Saisonende ohne Punkte geholt zu haben. Außerdem startete er am Saisonanfang in der westeuropäischen Formel Renault, in der er den 16. Gesamtrang belegte, und als Gaststarter in der Formel-3-Euroserie zu den letzten drei Saisonrennen.
2009 startete Richelmi zu acht von zehn Rennwochenenden der britischen Formel-3-Meisterschaft und beendete die Saison auf dem 19. Gesamtrang. Erfolgreicher war er in der italienischen Formel-3-Meisterschaft, in die er zum dritten Rennwochenende bei RC Motorsport einstieg. Richelmi beendete zwei Rennen auf dem zweiten Platz und belegte am Saisonende den sechsten Gesamtrang. 2010 blieb er in der italienischen Formel-3-Meisterschaft und wechselte zu Lucidi Motors. Richelmi gewann bereits am ersten Rennwochenende sein erstes Rennen. Mit insgesamt vier Siegen wurde er hinter César Ramos Vizemeister. Als Belohnung für diese Leistung erhielt er Anfang Dezember die Gelegenheit an Formel-1-Testfahrten für die Scuderia Ferrari teilzunehmen.
2011 trat Richelmi für International Draco Racing in der Formel Renault 3.5 an. Mit einem siebten Platz als bestes Ergebnis schloss er die Saison auf dem 26. Platz im Gesamtklassement ab. Darüber hinaus nahm er als Vertretung für seinen verletzten Landsmann Stefano Coletti für Trident Racing an einer Veranstaltung der GP2-Serie teil. Nach der Saison ging er erneut für Trident Racing beim GP2 Final 2011 an den Start und wurde 26.
2012 bestritt Richelmi die komplette GP2-Saison für Trident. Beim Hauptrennen in Hockenheim erzielte er als Dritter seine erste GP2-Podest-Platzierung. Er schloss die Saison auf dem 18. Rang ab. Intern setzte er sich gegen Julian Leal mit 25 zu 9 Punkten durch. 2013 wechselte Richelmi innerhalb der GP2-Serie zu DAMS, dem Meisterteam der Vorsaison. Beim Hauptrennen in Silverstone erzielte er mit einem zweiten Platz seine bis dahin beste GP2-Platzierung, die zugleich seine einzige Podest-Platzierung in der Saison blieb. In der Meisterschaft verbesserte er sich auf den achten Platz. Teamintern unterlag er Marcus Ericsson mit 103 zu 121 Punkten. 2014 blieb Richelmi bei DAMS und erhielt mit Jolyon Palmer einen neuen Teamkollegen. Beim zweiten Hauptrennen in Barcelona würgte Richelmi auf der Pole-Position den Motor ab und musste aus der Box starten. Bei seinem Heimrennwochenende in Monte Carlo gewann er das Sprintrennen und erzielte damit seinen ersten GP2-Sieg. Er stand ein weiteres Mal auf dem Podium. Während sein Teamkollege Palmer mit 276 Punkten die Meisterschaft gewann, erreichte Richelmi mit 73 Punkten den neunten Gesamtrang.

## Statistik

### Karrierestationen
| - 2001–2005: Kartsport - 2006: Belgische Formel Renault 1.6 - 2007: Formel Renault 2.0 Eurocup - 2007: Italienische Formel Renault - 2008: Westeuropäische Formel Renault (Platz 16) | - 2008: Formel Renault 2.0 Eurocup - 2009: Italienische Formel 3 (Platz 6) - 2009: Britische Formel 3 (Platz 19) - 2010: Italienische Formel 3 (Platz 2) - 2011: Formel Renault 3.5 (Platz 26) | - 2011: GP2-Serie (Platz 31) - 2012: GP2-Serie (Platz 18) - 2013: GP2-Serie (Platz 8) - 2014: GP2-Serie (Platz 9) - 2017/18: Asian Le Mans Series, LMP2 (Meister) |

### Einzelergebnisse in der GP2-Serie
| Jahr | Team           | 1   | 2   | 3   | 4   | 5   | 6   | 7   | 8   | 9   | 10  | 11  | 12  | 13  | 14  | 15  | 16  | 17  | 18  | 19  | 20  | 21  | 22  | 23  | 24  | Punkte | Rang |
| ---- | -------------- | --- | --- | --- | --- | --- | --- | --- | --- | --- | --- | --- | --- | --- | --- | --- | --- | --- | --- | --- | --- | --- | --- | --- | --- | ------ | ---- |
| 2011 | Trident Racing | TUR | TUR | ESP | ESP | MON | MON | ESP | ESP | GBR | GBR | GER | GER | HUN | HUN | BEL | BEL | ITA | ITA |     |     |     |     |     |     | 0      | 31.  |
| 2011 | Trident Racing |     |     |     |     |     |     |     |     |     |     |     |     |     |     |     |     | 15  | 14  |     |     |     |     |     |     | 0      | 31.  |
| 2012 | Trident Racing | MAS | MAS | BRN | BRN | BRN | BRN | ESP | ESP | MON | MON | ESP | ESP | GBR | GBR | GER | GER | HUN | HUN | BEL | BEL | ITA | ITA | SIN | SIN | 25     | 18.  |
| 2012 | Trident Racing | 19  | 19  | 11  | DNF | 17  | 17  | 21  | 19  | 8   | DNF | 14  | DNF | 13  | DNF | 3   | 21  | 17  | 21  | 9   | 6   | 13  | 9   | 14  | 22* | 25     | 18.  |
| 2013 | DAMS           | MAS | MAS | BRN | BRN | ESP | ESP | MON | MON | GBR | GBR | GER | GER | HUN | HUN | BEL | BEL | ITA | ITA | SIN | SIN | UAE | UAE |     |     | 103    | 8.   |
| 2013 | DAMS           | 8   | 4   | DNF | 13  | 15  | 15  | 9   | 8   | 2   | 19  | 5   | DNF | 5   | 9   | 7   | 4   | 4   | 25  | 4   | 4   | DNF | 20  |     |     | 103    | 8.   |
| 2014 | DAMS           | BRN | BRN | ESP | ESP | MON | MON | AUT | AUT | GBR | GBR | GER | GER | HUN | HUN | BEL | BEL | ITA | ITA | RUS | RUS | UAE | UAE |     |     | 73     | 9.   |
| 2014 | DAMS           | 19  | 5   | 10  | 7   | 8   | 1   | 14  | 10  | 8   | 6   | 10  | DNF | DNF | 11  | 21  | 12  | 4   | 3   | 22  | 18  | 5   | 9   |     |     | 73     | 9.   |

### Le-Mans-Ergebnisse
| Jahr | Team                  | Fahrzeug    | Teamkollege      | Teamkollege     | Platzierung            | Ausfallgrund |
| ---- | --------------------- | ----------- | ---------------- | --------------- | ---------------------- | ------------ |
| 2016 | Signatech Alpine      | Alpine A460 | Nicolas Lapierre | Gustavo Menezes | Rang 5 und Klassensieg |              |
| 2018 | Jackie Chan DC Racing | Oreca 07    | Ho-Pin Tung      | Gabriel Aubry   | Rang 10                |              |
| 2019 | Jackie Chan DC Racing | Oreca 07    | Ho-Pin Tung      | Gabriel Aubry   | Rang 7                 |              |
| 2024 | Vector Sport          | Oreca 07    | Ryan Cullen      | Patrick Pilet   | Rang 19                |              |

### Einzelergebnisse in der FIA-Langstrecken-Weltmeisterschaft
| Saison  | Team                  | Rennwagen   | 1   | 2   | 3   | 4   | 5   | 6   | 7   | 8   | 9   |
| ------- | --------------------- | ----------- | --- | --- | --- | --- | --- | --- | --- | --- | --- |
| 2016    | Signatech Alpine      | Alpine A460 | SIL | SPA | LEM | NÜR | MEX | AUS | FUJ | SHA | BAH |
| 2016    | Signatech Alpine      | Alpine A460 | 8   | 7   | 5   | 8   | 7   | 8   | 9   | 11  | 11  |
| 2018/19 | Jackie Chan DC Racing | Oreca 07    | SPA | LEM | SIL | FUJ | SHA | SEB | SPA | LEM |     |
| 2018/19 | Jackie Chan DC Racing | Oreca 07    | 7   | 10  | 4   | 7   | 8   | 29  | 10  | 7   |     |
| 2024    | Vector Sport          | Oreca 07    | KAT | IMO | SPA | LEM | SAO | AUS | FUJ | BAH |     |
| 2024    | Vector Sport          | Oreca 07    | 19  |     |     |     |     |     |     |     |     |